# Pevnost betonu v tahu
Pevnost betonu v tahu patří k destruktivním zkouškám kontroly jakosti betonu. Rozeznáváme pevnost v prostém tahu a pevnost v příčném tahu.

## Pevnost v prostém tahu
Pevnost betonu v prostém tahu patří k destruktivním zkouškám kontroly jakosti betonu. Jde o jeden z druhů pevnosti betonu v tahu. Ke zkoušce se používají nevyztužené hranoly o průřezu 100 x 100 mm nebo válce o průměru 100 mm, přičemž délka je minimálně dvojnásobek příčného rozměru. Na koncové plochy zkušebního tělesa se přilepí ocelové kruhové desky upravené pro spojení s kloubovým zařízením k upnutí do trhacího stroje. Pro pevnost v prostém tahu platí: Rt = F/A (MPa) kde F = největší dosažená síla (N) a A = tažená plocha (mm2).